# Nausicaä de la Vallée du Vent (film d'animation)
Pour les articles homonymes, voir Nausicaä de la Vallée du Vent et Nausicaa (homonymie).
Nausicaä de la Vallée du Vent (風の谷のナウシカ, Kaze no Tani no Naushika) est un film d'animation japonais d'aventure et de science fantasy post-apocalyptique, réalisé par Hayao Miyazaki, abordant notamment les thématiques de l'écologie et du pacifisme par une approche non manichéenne habituelle à l'auteur. Sorti dans les salles japonaises en 1984, le film est salué par les critiques au Japon comme dans le reste du monde et est récompensé par le Prix Noburō Ōfuji la même année. Il s'agit de l'adaptation de la première partie du manga éponyme de Miyazaki publié entre février 1982 et mars 1994 dans le magazine japonais Animage monthly. Le film est souvent considéré comme faisant partie du studio Ghibli même s’il est antérieur à sa création. Il s'agit du second long métrage réalisé par Miyazaki après Le Château de Cagliostro, qui avait permis au réalisateur d’attirer l’attention du magazine Animage.
L'intrigue du film se déroule sur Terre, dans un futur lointain, et présente un univers post-apocalyptique. Les êtres humains alors technologiquement avancés, se sont entretués lors d'un conflit mondial, baptisé Les Sept Jours de Feu, après avoir largement pollué la planète dans leur course au progrès. S'adaptant progressivement à ces nouvelles conditions, la biosphère a continué son évolution et la Terre est désormais dominée par des arthropodes géants (parmi lesquels les Ômus), des champignons et des plantes à spores. L'espèce humaine, dont les habitants de la petite Vallée du Vent, est au bord de l'extinction et tente de survivre à l’avancée de la forêt (la Fukai) devenue toxique pour eux, au milieu d'une guerre entre l'Empire tolmèque et la cité de Pejite. Princesse de la Vallée du Vent, Nausicaä est animée d’un grand amour pour la vie sous toutes ses formes et par-delà les apparences. Elle tente de ramener la paix entre les différentes factions ainsi qu'entre les humains et la nature.
La grande première du film a eu lieu au Japon le 11 mars 1984. Le film est distribué dans le monde par Buena Vista Entertainment. En 1985, une première version tronquée, réorganisée et aux noms modifiés, est sortie aux États-Unis sous le titre Warriors of The Wind, exportée en France en 1987 sous le titre Le Vaisseau Fantôme, puis La Princesse des étoiles. Les modifications effectuées par les distributeurs ont suscité d'importantes polémiques retardant les sorties ultérieures à l'international de plusieurs films du studio Ghibli.

## Synopsis
Mille ans se sont écoulés depuis la chute de la civilisation industrielle lors des « sept jours de feu », guerre planétaire d'une incommensurable violence. L'humanité survit tant bien que mal au sein de quelques enclaves menacées par la fukai (腐海), gigantesque forêt qui ne cesse de gagner du terrain et dont les spores sont mortelles pour la majorité des êtres vivants. Cette jungle épaisse est protégée par des insectes géants qui se sont adaptés à cet environnement. Les « ômus » (王蟲, Ōmu, litt. « insecte-roi ») en sont les principaux représentants, par leur taille et leur sensibilité.
La Vallée du Vent est un petit royaume agricole, protégé des spores et de la fukai par des vents marins. Sa tranquillité se trouve perturbée par le naufrage d'un immense vaisseau de l'empire tolmèque pris pour cible par des insectes depuis une halte malheureuse dans la forêt toxique. Afin de récupérer la cargaison de ce vaisseau, les troupes tolmèques envahissent la vallée ; elles assassinent le vieux roi Jill par fusillade et font prisonnière sa fille Nausicaä.
Il s'avère que cette cargaison, si précieuse aux yeux des Tolmèques, est un guerrier géant descendant des colosses ayant anéanti le monde lors des "sept jours de feu". Les Tolmèques veulent l'utiliser pour brûler la forêt toxique et cela au détriment des peuples voisins à qui ils font la guerre. Cet incendie risquerait de provoquer le courroux de milliers d'ômus et leur raz-de-marée serait dévastateur comme cela l'avait été dans le passé lorsqu'ils avaient provoqué l'anéantissement de nations entières.
Nausicaä, parvenant à s'échapper, découvre que la fukai n'empoisonne pas l'environnement, mais qu'elle le purifie en drainant l'air et les sols pollués. Guidée par son amour de tous les êtres vivants et accompagnée de son familier Teto, elle va tenter par tous les moyens de faire taire la guerre, sauver l'humanité et rétablir un équilibre entre les êtres humains et la nature.

## Fiche technique
- Titre original : 風の谷のナウシカ (Kaze no tani no Naushika?)
- Titre français : Nausicaä de la Vallée du Vent
- Réalisation et scénario : Hayao Miyazaki, d'après son propre manga
- Musique : Joe Hisaishi
- Direction artistique : Mitsuki Nakamura
- Direction d'animation : Kazuo Komatsubara
- Son : Shigemaru Shiba
- Production : Isao Takahata
- Production exécutive : Michio Kondou, Tōru Hara, Yasuyoshi Tokuma
- Studio de réalisation : Topcraft Limited Company
- Sociétés de distribution : Studio Toei (Japon) ; Buena Vista International (France)
- Durée : 116 minutes
- Budget : 180 millions de yens (valeur 1984)
- Dates de sortie :
  - Japon : 11 mars 1984
  - France : 23 août 2006

## Distribution

### Voix japonaises

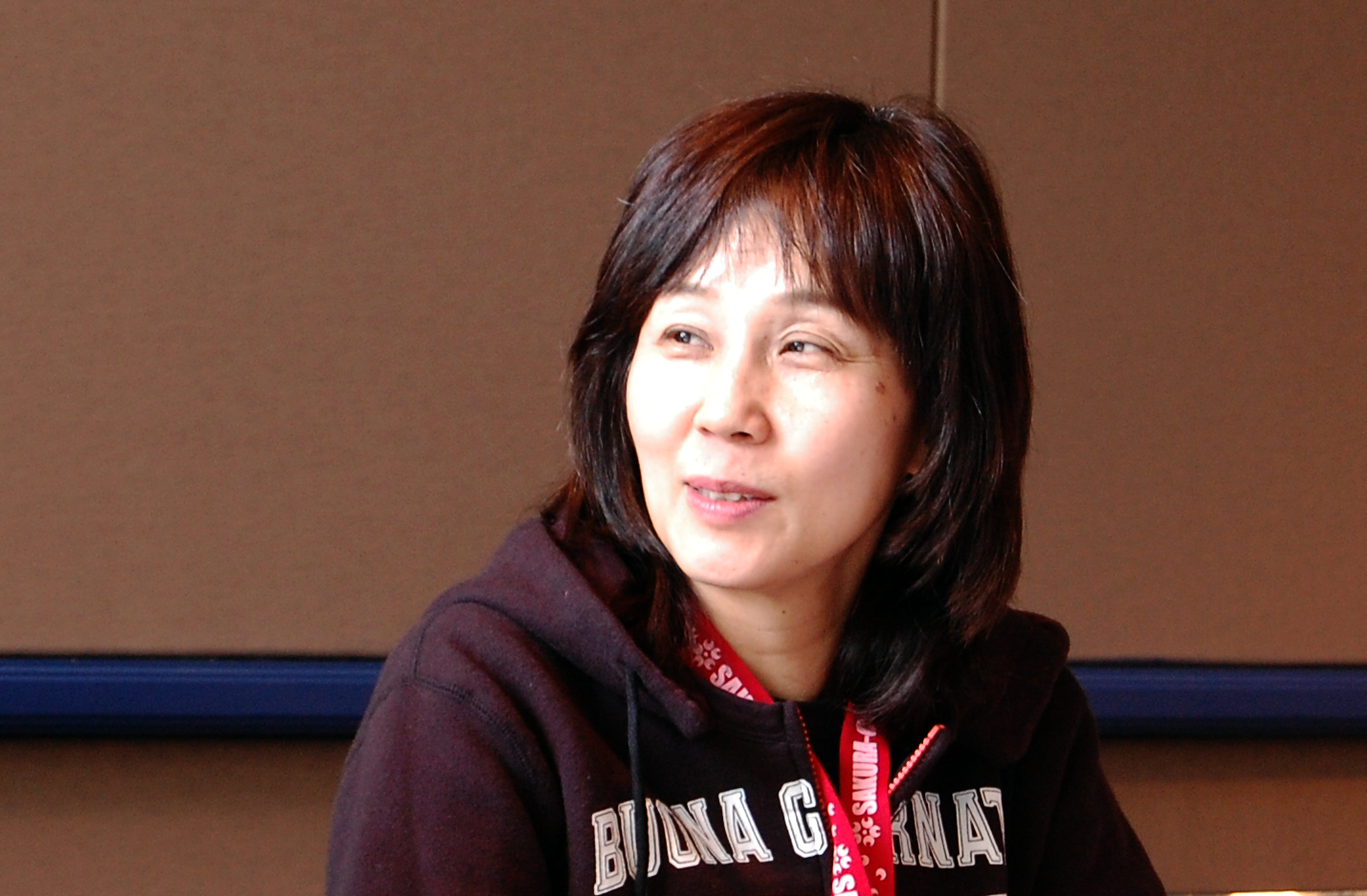
Sumi Shimamoto, la voix originale japonaise de Nausicaä, à la Sakura-Con 2007.

- Sumi Shimamoto : Nausicaä
- Gorō Naya : Yupa
- Yoshiko Sakakibara : Kushana
- Iemasa Kayumi : Kurotawa
- Ichiro Nagai : Mito
- Miina Tominaga : Lastelle
- Yoji Matsuda : Asbel
- Akiko Tsuboi : Mère d'Asbel
- Mahito Tsujimura : Roi Jihl
- Hisako Kyoda : Obada
- Makoto Terada : Maire de Pejite
- Joji Yanami : Gikuri
- Kohei Miyauchi : Gol[4]

### Voix francophones

#### La Princesse des étoiles(1987)
La version tronquée réalisée aux États-Unis, Warriors of the Wind, est amputée de nombreux passages pour respecter le format de 1 h 30 et les noms des personnages sont modifiés. La version française reprend ensuite les modifications apportées dans ce montage et est diffusée sous le titre La Princesse des étoiles.
- Marie-Laure Dougnac : Princesse Zandra (Nausicaä), un enfant, une vieille femme
- Frédéric Girard : Seigneur Yappa, un vieux villageois, un soldat
- Dany Tayarda : Reine Célina (Kushana), vieille femme (Obada), mère de Listel (mère de Lastelle)
- Jean-Louis Faure : le villageois au fusil, son Excellence (Kurotawa), un homme de Martel
- Laurent Hilling : Axel (Mito)
- Annabelle Roux : Listel (Lastelle)
- Pierre Laurent : Prince Martel (Asbel), un soldat de Son Excellence
- Raoul Delfosse : Roi Zeal (Jihl), narrateur[5]

#### Nausicaä de la Vallée du Vent(2006)
Doublage réalisé par Dubbing Brothers.
- Adeline Chetail : Nausicaä
- Alexis Tomassian : Asbel, prince de Pejite
- Patrick Floersheim : maître Yupa
- Laurence Bréheret : Kushana, princesse de l’Empire Tolmèque
- Boris Rehlinger : Kurotawa, bras droit de la princesse Kushana
- François Siener : Mito
- Frédérique Cantrel : Obada, la vieille aveugle
- Florine Orphelin : Lastelle, princesse de Pejite (sœur jumelle d’Asbel)
- Sylvain Courthay : Roi Jihl
- Luc Boulad : Maire de Pejite
- Pierre Dourlens : Gikuri
- Bernard-Pierre Donnadieu : Gol

Version française
Studio de doublage : Dubbing Brothers
Direction artistique : Jean-Marc Pannetier
Adaptation : Jean-Marc Pannetier & Ako Kanie-Badilian,

## Production

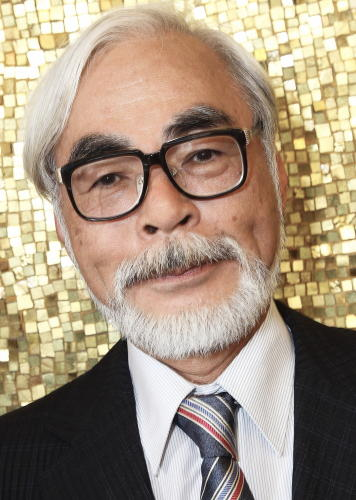
Hayao Miyazaki, le réalisateur de Nausicaä de la Vallée du Vent.

### Développement du projet
Plusieurs numéros spéciaux du magazine Animage, mensuel fondé en 1978 et spécialisé dans l'animation japonaise, ont été consacrés à une personnalité en particulier entre 1979 et 1981. Le journaliste Toshio Suzuki a déjà rencontré Hayao Miyazaki pour parler de Horus, Prince du Soleil (太陽の王子 ホルスの大冒険, Taiyo no oji : Horusu no daiboken) puis du film Le Château de Cagliostro (ルパン三世カリオストロの城, Rupan sansei: Kariosutoro no shiro). Au vu de la reconnaissance dont commence à jouir l'auteur, lui consacrer un numéro est devenu envisageable : ainsi sort en août Le Magicien du dessin animé, Hayao Miyazaki - Un univers d'aventure et de rêve.
L'équipe du magazine Animage, ayant pu découvrir certains des projets de Miyazaki lors de la préparation de son numéro, s'y intéresse vivement et cherche à l'aider à les mettre en œuvre. Elle présente ainsi en juillet une proposition de long-métrage, Sengoku Majô, à une commission de Tokuma Shoten (éditeur d'Animage), mais celle-ci la refuse. Un deuxième projet de film est alors mis sur pieds : une adaptation d'une bande dessinée de Richard Corben, Rolf, éditée par Rip Off Press en 1971. Elle raconte l'histoire de Maryara, fille du pays de Canis, dont le chien Rolf, transformé par un sorcier en être mi-humain, mi-animal, fait face à une invasion soudaine de troupes démoniaques,. Rapidement, l'œuvre envisagée s'éloigne largement de l'œuvre originale, en intégrant des éléments comme la Vallée du Vent, des vers des sables, une Nausicaä en reine des goules, la fukai. Le projet est donc mis de côté par manque de fidélité. Le rédacteur en chef Hideo Ogata et l'équipe du magazine dans son ensemble encouragent pourtant Miyazaki à réaliser son propre manga, qui paraîtrait dans Animage et pourrait, à terme, être lui-même adapté en long-métrage.
Miyazaki accepte, mais pose certaines conditions : d'abord, mettre en suspens le manga si un anime venait à être réalisé ; lui laisser un contrôle total sur son œuvre, et ne pas exiger du manga qu'il soit spécialement conçu pour être adapté en film. Le dessin de Kaze no Tani no Naushika est entamé en septembre, mais la progression est très lente et la parution de premier numéro repoussée d'un mois. À cela s'ajoute le travail de Miyazaki, depuis l'été 1981, sur la série nippo-italienne Sherlock Holmes (名探偵ホームズ) qui vient tout compromettre. Le premier épisode paraît tout de même en février 1982.
Environ un an plus tard, les articles consacrés à Nausicaä se sont multipliés tant dans la presse spécialisée (Comic Box) que dans les grands quotidiens nationaux (Yomiuri shinbun, Tokyo Shinbun). Eu égard à un tel engouement, Hideo Ogata propose de faire, à partir de la série, un film pilote d'environ cinq minutes, dont la projection est bientôt envisagée au Budokan lors de l'Anime Grand Prix du 23 avril 1983. Après avoir rendu visite à Hayao Miyazaki, on [Qui ?] décide de passer à dix minutes ; mais le poids des coûts de production mène finalement à l'abandon du projet.
En novembre 1982, la toute récente société Tokuma Communications (filiale de Tokuma Shoten) propose de réaliser une original video animation de trente minutes, que Miyazaki fait porter à une heure dix. Le scénario serait alors centré sur l'enfance de Nausicaä, grandissant aux côtés de son mentor Yupa et d'un bébé ômu. À nouveau, les coûts de production paraissent trop importants : impossible de rentabiliser un projet de près de cent millions de yens quand le prix public de la vidéo est de 19800 yens (environ 125 euros en 2007). On décide alors de produire un véritable film.

### Lancement de la production
Au cours du mois de février 1983, le chef de la section publicité des éditions Tokuma Shoten prend contact avec l'agence de publicité Hakuhodo et un accord est rapidement conclu entre les deux sociétés qui s'engagent à coproduire le film. La distribution du film est confiée à la Tōei en avril, qui a l'intention de le faire sortir en mars 1983. Hayao Miyazaki choisit Isao Takahata comme producteur,. Enfin, à la mi-mai, le studio Topcraft est désigné pour la réalisation. Miyazaki s'attelle à l'élaboration de croquis préparatoires, au nombre de trente, et notamment à la conception du personnage principal. Une vingtaine de personnes se trouvent sollicitées par lui et Takahata, auxquelles s'ajoutent des animateurs connus de la rédaction d'Animage : s'engagent ainsi Kazuo Komatsubara, Mitsuki Nakamura, Yoshinori Kanada, Osamu Nabeshima et Takashi Nakamura.

### Scénario
Une première version du synopsis est finie fin mai. Elle se présente comme une succession de notes exposant brièvement le contenu de chaque scène et tient dans un premier temps sur cinq pages à peine. Il apparaît rapidement à Miyazaki, Takahata et Kazunori Itô — qui les assiste pour le scénario — qu'il y a pourtant trop de matière : pour ce dernier, si le premier synopsis est respecté, le film durerait près de trois heures. Itô en tire un scénario d'une dizaine de pages, mais Miyazaki ne peut l'examiner et donner des consignes pour sa finalisation car il doit commencer la réalisation des animations. Pour le storyboard, il se base donc sur un deuxième synopsis dont il est l'auteur. Quoi qu'il en soit, des coupes drastiques sont effectuées entre le manga et le scénario du film.
Dès les débuts du projet d'adaptation, Miyazaki est en effet placé dans une situation délicate : alors qu'il a déjà achevé seize chapitres du manga (sur cinquante-neuf) lorsqu'il commence à travailler sur l'animation, il doit créer une histoire cohérente sans interférer avec l'œuvre originale. Il finit par se concentrer, selon Helen McCarthy, sur l'invasion de la Vallée du Vent par les Tolmèques ; lui-même déclare par ailleurs qu'il trouvait important de se concentrer sur la découverte, par Nausicaä, « du rôle réel, de la structure et de la signification de la fukai », omettant par conséquent de multiples aspects qui seront développés dans le manga.

#### Différences entre le manga et son adaptation
À la sortie du film en mars 1984, seuls 2 des 7 tomes sont achevés. Le scénario apparait donc comme une revisite habile de l'existant dans le manga, en vue de rendre le tout cohérent avec la progression et la durée d'un film.
Le sauvetage du bébé Ohmu aux lacs acides, qui amène la fin du film, correspond d'ailleurs aux dernières pages du tome 2. Dans le manga ce sont les Dorks, grands absents nécessaires du film et non le royaume de Pejite, qui fomentent le stratagème du bébé Ohmu. L'univers Dork, encore peu développé à la sortie du film, le sera ensuite beaucoup plus au point de devenir majeur, voire principal, dans le scénario du manga.
Du côté tolmèque, Il est question, à un moment donné[Quand ?], des problèmes politiques qui agitent le royaume, et qui sont évoqués à plusieurs reprises dans le manga : mais ils sont jugés trop complexes pour le film et finalement, les tensions entre Kushana, son père et ses frères n'y seront que suggérées.
En suivant l'ordre du film, on peut noter le fait que le vaisseau tolmèque qui se crashe au début de l'histoire correspond dans le manga à un vaisseau de réfugiés de Pejite, qui fuient la guerre. Ce vaisseau est découvert dans le manga par Nausicaä et Mito alors qu'ils survolent la Mer de la décomposition à bord du Gunship ; ils tentent de le guider tous deux. Ensuite, le guerrier géant n'est plus entreposé à Pejite, mais dans la Vallée du Vent, après le crash du vaisseau tolmèque ; la pierre présente dans le manga, qui servirait à le faire revivre, est ignorée.
Les vaisseaux tolmèques, dans le manga, ne font que se poser dans la Vallée du Vent ; mais cette intrusion déroge à toutes les règles de précaution élémentaires (comme la quarantaine bactériologique) et s'apparente à une véritable provocation : Nausicaä intervient alors en demandant le départ des troupes, et finit par affronter un soldat en duel singulier, avant l'interposition de Yupa. Les troupes, menées par Kushana qui présente ses excuses, quittent la vallée ; le roi Jihl n'est pas encore mort — il décède à cause de la maladie dont il est affecté. Intervient ensuite une divergence cruciale : dans le manga, la Vallée du Vent correspond à un royaume vassal de l'empire tolmèque, alors que dans le film, celui-ci ne correspond qu'à un envahisseur extérieur, prétendument animé de nobles intentions. Le personnage de Kurotawa n'apparaît que plus tard dans le manga.
Dans le manga, Nausicaä se rallie aux Tolmèques afin de participer à la guerre, en vertu de l'ancienne alliance qui lie les deux royaumes. Lorsque survient l'attaque de la flotte par Asbel, le vaisseau de Kushana continue sa route vers le sud, alors qu'elle se joint à Nausicaä et Mito dans le film afin d'échapper à l'explosion de sa nef. Dans le manga, Nausicaä et Asbel, après s'être extirpés de la forêt toxique, sont capturés par des Dorks : ils rencontrent le Vénérable du clan Mani, puis Nausicaä parvient à s'enfuir avec l'aide d'Asbel — dans le film, Nausicaä est capturée par des survivants de Pejite, et s'échappe grâce à des réfugiées et, à nouveau, Asbel.
Enfin, bien que Nausicaä soit hissée par ômus sur un tapis doré, elle n'est pas mise en danger, comme dans le film ; la « marche » des ômus ne s'arrête pas par ailleurs dès cet épisode, et le problème reste entier : Nausicaä poursuit la guerre, et la saga se poursuit sur près de 700 pages, jusqu'à ce qu'elle parvienne jusqu'au cœur de la ville sainte de Shuwa. Les personnages de Kushana et Kurotawa bénéficient d'un traitement psychologique bien plus important dans le manga, tandis que de nombreux personnages font leur apparition : on peut notamment citer l'empereur dork Namuris, Chalka, Chikuku, ou encore Selm et le gardien du jardin de Shuwa.
D'un autre côté, Miyazaki décide de montrer plus en détail à quoi ressemble la vie quotidienne dans la Vallée du Vent, ce qu'il n'avait pas fait dans la première édition du manga afin de conserver une certaine intensité narrative.

### Animation
Les brouillons des trois premières parties du storyboard — qui doit en compter quatre — sont achevées fin juillet. La première d'entre elles est prête le 1er août et permet à l'équipe, qui vient d'emménager dans les locaux du studio Topcraft, de se consacrer aux animations. Tsukasa Tannai, ayant déjà travaillé avec Miyazaki, vient rejoindre l'équipe le 1er novembre. Cependant, la tension monte, le film étant loin d'être achevé ; plusieurs membres d'Animage viennent même donner un coup de main à partir de janvier. À la fin du mois, il ne reste toutefois plus que les animations-clefs de vingt plans sur 1 620. Les animateurs ont achevé leur part de travail début février ; le 6 du mois, la réalisation des intervalles est terminée.
Le budget limité, les contraintes de temps et de personnel ont conduit Miyazaki à déléguer certains aspects de l'animation, ce qu'il cherchera toujours à éviter par la suite. François Prioux note un character design approximatif — le dessin de Nausicaä changeant par exemple de plan en plan —, un certain nombre d'animations en boucle, et quelques scènes bâclées.

### Colorisation
Début février, il reste encore à achever la colorisation de 25 000 cellulo. L'épouse d'Isao Takahata, autrefois coloriste chez Toei Animation, est mise à contribution. Miyazaki y participe également, en même temps qu'il s'occupe de peindre, à l'aquarelle, les motifs des six parties de la tapisserie du générique d'ouverture, pour laquelle il dit s'être inspiré de la tapisserie de Bayeux et d'autres images tirées de livres sur l'histoire du monde,,.

### Prise de vue
Une partie de la photographie est confiée à des studios externes comme Takahashi pro. Tout le personnel libre se relaie pour seconder l'équipe de prise de vue, afin que la machine de tournage soit en constante activité.

## Sortie et réception

### Box-office

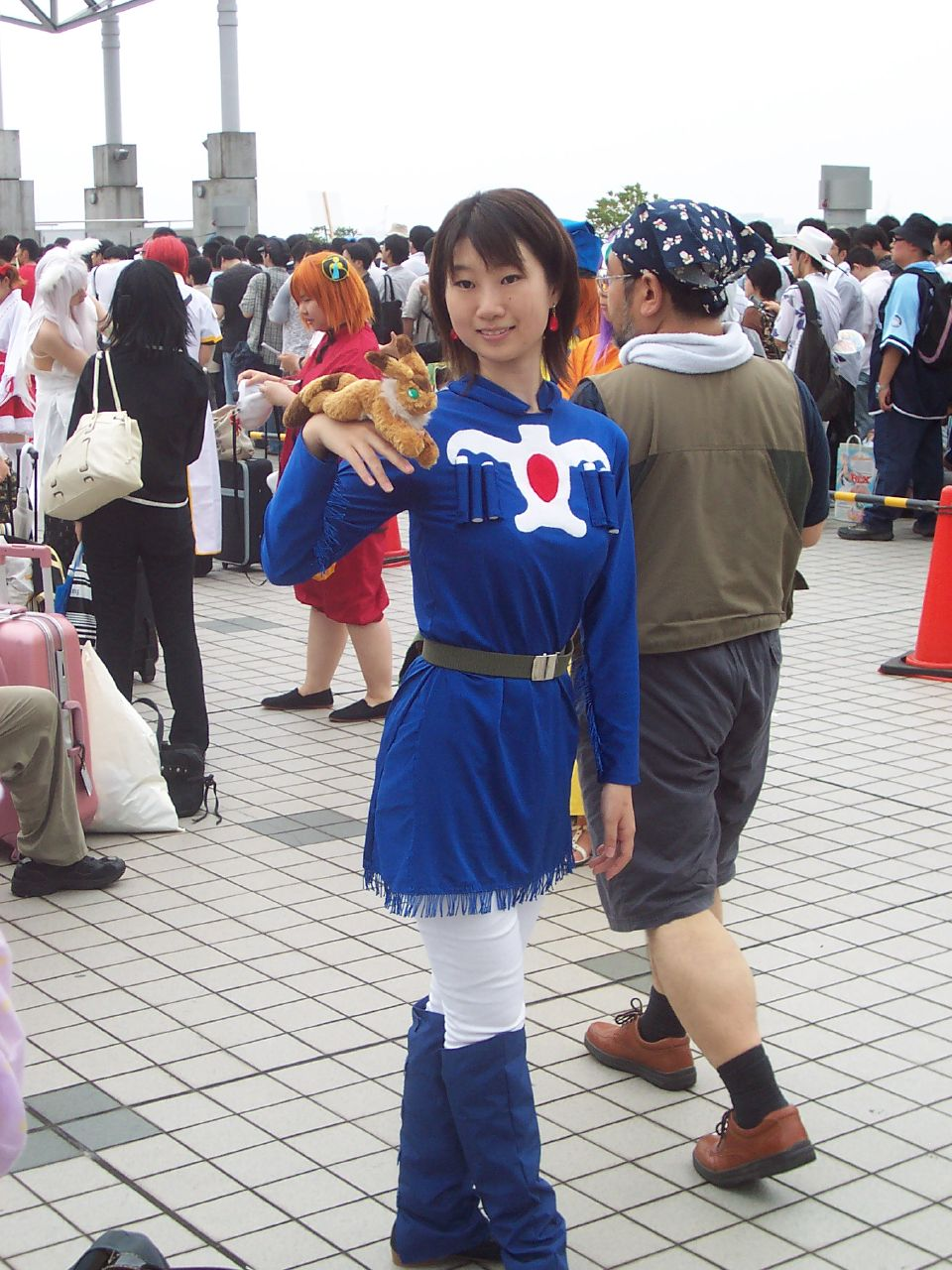
Cosplay de Nausicaä lors du 70e Comiket (Tokyo, été 2006).

Le film est réalisé en 10 mois — de mai 1983 à mars 1984 — avec un budget d'un million de dollars US. Le film a été projeté dans 90 salles de cinéma au Japon. Il rencontre un vif succès en salles, avec 914 767 entrées à sa sortie et 742 millions de yens au box-office (pour comparer, cela équivaut à 3 301 446 $ ; en tête du box office américain en mars 1984 se trouvait alors Splash et ses 6 174 069 $ de recette). Son succès permit la création du studio Ghibli en collaboration avec Isao Takahata.

### Export
| Image externe        |                                                                     |
| Warriors of the Wind |                                                                     |
|                      | https://forgottensilver.files.wordpress.com/2010/03/nausicaa-us.jpg |

À l'exportation, l'anime fut d’abord distribué par New World Pictures et diffusé à la télévision par Home Box Office dans les années 1980 aux États-Unis sous le titre Warriors of the Wind (litt. « Guerriers du vent »). Cette version doublée en anglais ampute trente-deux minutes au film original, le re-montage donnant la préférence à l'action. Les noms des personnages ont été modifiés, et l’histoire ainsi que la musique plus ou moins changées. Cette version adaptée par les américains s'exporta ensuite dans le monde entier et sortit en France en VHS sous le titre La Princesse des étoiles.
De nombreux amateurs désapprouvent cette version, ainsi que Miyazaki lui-même[réf. nécessaire]. À la suite de cela le Studio Ghibli adopta une règle stricte interdisant toute coupure de ses œuvres lors de leur adaptation. L'incident a provoqué une longue période durant laquelle l'exportation des films du Studio Ghibli a été stoppée. Il est d'ailleurs possible de trouver un DVD de cette version, commercialisé avant que Buena Vista ne ressorte la version japonaise intégrale au cinéma, puis en DVD.
La Walt Disney Company publie, le 22 février 2005 par le biais de sa filiale Buena Vista Entertainment, un DVD (zone 1) comportant la version intégrale du film, composé de la version originale sous-titrée et d'une version anglaise. Il existe deux versions DVD en France, une édition simple et une autre collector avec un DVD supplémentaire contenant une version storyboard du film.

### Un succès critique
Nausicaä de la Vallée du Vent obtient un véritable triomphe critique au Japon et aux États-Unis.
En France, le film est projeté pour la première fois en 2001 au festival Nouvelles Images du Japon à Paris en présence du réalisateur. Il ne sort dans les salles que le 23 août 2006, soit 22 ans après sa sortie japonaise. Il rencontre cependant un accueil très favorable.
L'agrégateur du site Allociné calcule une moyenne de 4,5/5 sur une base de 26 critiques presse françaises. Le site américain IMDB calcule pour sa part une moyenne de 8,1/10, tandis que l'agrégateur international Rotten Tomatoes lui décerne une note de 88 sur 100.
- Dans les Cahiers du cinéma, Vincent Malausa voit dans le film une « Rencontre du dantesque et du minimal qui trouve, dans Nausicaä, son expression la plus brute et la plus éclatante. […] L'expression du mouvement est souvent réduite à l'épure […] et tient en de saisissants effets de contraste : rupture des échelles de taille au sein d'un même plan, opposition de formes irréconciliables » ; le même critique ajoute dans les colonnes de Chronic'art.com que « la noirceur de ce Nausicaä, comme celle du Château dans le ciel, est une face du cinéaste parmi les plus passionnantes »[30].
- Manuel Merlet, pour Fluctuat.net, déclare que « A la hauteur de sa réputation, ce dessin animé pourrait justifier à lui seul le culte dont jouit aujourd'hui le cinéaste »[30].
- Thomas Sotinel, pour Le Monde, prévient que « Ce tumulte et cette violence font que Nausicaä n'est sans doute pas destiné aux plus jeunes des fans de Miyazaki. Les autres seront une nouvelle fois éblouis par les trésors d'invention poétique ici déployés »[30].
- Didier Péron, pour Libération, affirme que « tout l'univers de Miyazaki apparaît d'emblée dans sa cohérence et sa profondeur »[30].
- Julien Dupuy s'enthousiasme dans Mad Movies : « la tenue hallucinante de l'ensemble, notamment technique et plastique, et surtout jusqu'au-boutiste ne peuvent que faire céder le spectateur le plus revêche face à cet univers où il n'est pas forcément évident de pénétrer »[30].
- Pour Télérama, Cécile Mury prévient « Attention, monument historique ! […] Pas de manichéisme à la Disney ici, mais une profusion d'inventions poétiques déroutantes »[30].
- Chez Les Inrockuptibles, Vincent Ostria est catégorique : « Nausicaä surpasse ses modèles sur tous les plans »[30].
- Dans les colonnes de Positif, Pierre Eisenreich diagnostique « Le constat est clair : la richesse de son univers fait oublier la technique cinématographique employée. Nausicaä de la vallée du vent réinvente une nature imaginaire de science-fiction qui impose son évidente présence »[30].

## Distinctions
Le film a reçu le Prix Noburō Ōfuji en 1984, qui récompense des œuvres d'animation d'auteurs en voie de reconnaissance.
Warriors of the Wind fut projeté, en clôture du 14e Festival international du film fantastique et de science-fiction de Paris qui se tenait au grand Rex, du 22 novembre au 2 décembre 1984. Bien que l'anime n'ait pas été projeté en version française, Warriors of the Wind fut qualifié à l'époque de remarquable, reçut le Prix spécial du jury, et obtint la 3e place parmi les films favoris du public.

## Inspiration
Le film s'inspire de La princesse qui aimait les insectes, un conte traditionnel japonais. La trame de cette nouvelle inspire le caractère singulier de l'héroïne de Miyazaki. En effet, Nausicaä porte une affection sans bornes aux Omus (chenilles géantes) et n'éprouve pas de peur en leur présence. Nausicaä pense que les chenilles donnent avant tout l'impression d'une grande sagesse, d'une sensibilité rare et d'un raffinement incomparable.
Il y également un parallèle avec Nausicaa de l'Odyssée d'Homère. En effet, Nausicaä de Miyazaki partage les mêmes qualités que Nausicaa de l'Odyssée : un caractère diplomatique plus affirmé pour faire dialoguer entre elles des puissances rivales. Également, un goût pour la nature et les animaux plus fort que Nausicaa de l'Odyssée et n'hésite pas à se sacrifer pour sa cause et le destin de son peuple.

## Adaptation
Le film fait l'objet d'une adaptation au théâtre sous la forme d'une pièce de kabuki au théâtre Shinbashi Enbujō de Tokyo en 2019.